# Copiapoa marginata
Copiapoa marginata är en art inom randkaktussläktet och familjen kaktusväxter, som har sin naturliga utbredning i Chile.

## Beskrivning
Copiapoa marginata är en cylindrisk kaktus som blir 20 till 50 centimeter höga och 7 till 10 centimeter i diameter. Den är uppdelad i 10 till 14 breda åsar som har en antydan om att vara uppdelade i vårtor.

## Synonymer
Echinocactus marginatus Salm-Dyck 1847
Echinocactus streptocaulon W.J.Hooker 1851
Copiapoa streptocaulon (W.J.Hooker) Oosten 1940
Copiapoa chaniaralensis F.Ritter 1980